# 卡洛莉娜·格拉厄姆·漢森
卡洛莉娜·格拉厄姆·漢森（挪威語：Caroline Graham Hansen，挪威語：[kɑrʊliːnə ɡrɑːm hɑnsn̩]，1995年2月18日—）是挪威職業女子足球運動員，司職邊鋒，現效力西班牙女子足球甲級聯賽球隊巴塞隆納和挪威國家女子足球隊。格拉厄姆·漢森於2011年開始效力成年國家隊，2013年，她參加歐洲女子足球錦標賽獲得亞軍。
2010年，格拉厄姆·漢森在挪威女超開始她的職業生涯，她曾先後效力史達比克和瑞典女超的蒂勒瑟；2014年，她轉會至女子德甲球隊狼堡，並幫助隊伍奪得3次德甲冠軍及5次德國足協盃。2021年，她入選IFFHS歐洲年度最佳女子陣容。截至2023年，格拉厄姆·漢森是挪威金球獎獲獎最多次的女子球員。

## 外部連結
- 卡洛莉娜·格拉厄姆·漢森 （页面存档备份，存于）在巴塞隆納女子足球俱樂部
- 卡洛莉娜·格拉厄姆·漢森 （页面存档备份，存于）在BDFutbol
- 卡洛莉娜·格拉厄姆·漢森在ESPN FC中的档案
- Soccerway資料庫：卡洛莉娜·格拉厄姆·漢森
- 卡洛莉娜·格拉厄姆·漢森 （页面存档备份，存于）在史達比克女子足球俱樂部（英语：Stabæk Fotball Kvinner） （挪威語）
- 卡洛莉娜·格拉厄姆·漢森在狼堡女子足球俱樂部 （德語）